# Vertigo ultimathule
Vertigo ultimathule is een slakkensoort uit de familie van de Vertiginidae. De wetenschappelijke naam van de soort is voor het eerst geldig gepubliceerd in 2007 door Von Proschwitz.